# Sarolta Kovács
Sarolta Kovács (Tapolca, 12 de março de 1991) é uma pentatleta húngara.

## Carreira
Kovács conquistou a medalha de bronze nos Jogos Olímpicos de Verão de 2020 em Tóquio na prova masculina após somar 1477 pontos nos eventos combinados do pentatlo.